# Ślężański Mnich
Ślężański Mnich (od 1995 również jako Memoriał Romana Ręgorowicza) – polski jednodniowy wyścig kolarski. Rozgrywany jest w okolicach Sobótki w pierwszych dniach kwietnia. Od 2002 jest tradycyjnym otwarciem sezonu kolarskiego dla krajowej elity.
Wyścig był zaliczany do polskiego cyklu wyścigowego ProLiga. Od 2025 jest wpisany do kalendarza UCI i posiada kategorię 1.2.
W wyścigu startują polskie grupy kolarskie, kluby kolarskie, reprezentacje regionalne oraz kolarze niezrzeszeni.
Organizatorem wyścigu jest klub sportowy KKS Ślęża w Sobótce.

## Lista zwycięzców
Opracowano na podstawie:
| Rok  | Pierwsze         | Drugie          | Trzecie               |
| ---- | ---------------- | --------------- | --------------------- |
| 2016 | Paweł Franczak   | Alois Kaňkovský | Sylwester Janiszewski |
| 2025 | Norbert Banaszek | Tobiasz Pawlak  | Marceli Bogusławski   |

- 1991 - Mirosław Karłowicz (Moto Jelcz,  Polska)
- 1992 - Krzysztof Szafrański (Moto Jelcz,  Polska)
- 1993 - Marek Wrona (Moto Jelcz Laskowice,  Polska)
- 1994 - Zdzisław Wrona (Jelcz Laskowice,  Polska)
- 1995 - Radosław Smolaga (Spółdzielca Łódź,  Polska)
- 1996 - Marian Gołdyn (Ślęża Piast Sobótka,  Polska)
- 1998 - Wojciech Kalemba (Pacyfic Nestle Toruń,  Polska)
- 1999 - Przemysław Mikołajczyk (Spranid MAT Jelcz Laskowice,  Polska)
- 2000 - Bartłomiej Ksobiak (Atlas Lukullus Banaszek Sport,  Polska)
- 2001 - Jarosław Ryszewski (Atlas Lukullus Ambra,  Polska)
- 2002 - Krzysztof Szafrański (CCC Polsat,  Polska)
- 2003 - Marcin Sapa (Mikomax - Browar Staropolski,  Polska)
- 2004 - Jarosław Zarębski (Hoop CCC Polsat Atlas,  Polska)
- 2006 - Tomasz Lisowicz (Knauf Team,  Polska)
- 2007 - Błażej Janiaczyk (Intel - Action,  Polska)
- 2008 - Bartłomiej Matysiak (Legia,  Polska)
- 2009 - Tomasz Smoleń (CCC Polsat Polkowice,  Polska)
- 2010 - Tomasz Marczyński (CCC Polsat Polkowice,  Polska)
- 2011 - Łukasz Bodnar (CCC Polsat Polkowice,  Polska)
- 2012 - Marek Rutkiewicz (CCC Polsat Polkowice,  Polska)
- 2013 - Marek Rutkiewicz (CCC Polsat Polkowice,  Polska)
- 2014 - Maciej Paterski (CCC Polsat Polkowice,  Polska)
- 2015 - Maciej Paterski (CCC Sprandi Polkowice,  Polska)
- 2016 - Paweł Franczak (Verva ActiveJet Pro Cycling Team,  Polska)
- 2017 - Paweł Franczak (Team Hurom,  Polska)
- 2018 - Paweł Franczak (CCC Sprandi Polkowice,  Polska)